# Visconde de Tardinhade
António Guedes de Carvalho e Menezes da Costa, 1º Visconde de Tardinhade, por decreto de 29 de dezembro de 1881 de El-Rei D. Luís I, nasceu em 22 de dezembro de 1828 e faleceu em 18 de dezembro de 1886. 13º filho do Visconde da Costa, casou em 11 de outubro de 1869 com D. Florinda Júlia de Sousa Magalhães, Senhora da Casa de Tardinhade, em Gatão, Amarante. Fidalgo da Casa Real com exercício no Paço, Bacharel formado em Direito pela Universidade de Coimbra. Teve 2 filhos, D. Antónia e Francisco Guedes de Sousa de Magalhães.